# Torn (canção de Ava Max)
"Torn" é uma canção da cantora americana Ava Max, gravada para seu álbum de estreia Heaven & Hell (2020). A canção foi escrita por Max, Madison Love, James Lavigne, Thomas Eriksen, Sam Martin, e o produtor Cirkut. Foi lançada como terceiro single do álbum em 19 de agosto de 2019 pela Atlantic Records.

## Antecedentes
Max brincou com a música na legenda de um vídeo postado no Instagram, perguntando aos seus fãs se eles sabiam o nome da música que ela estava prestes a lançar. Os fãs logo encontraram um link de pré-venda para o single, com Max compartilhando a capa e um trecho da canção. "Torn" foi lançado em 19 de agosto de 2019, com Max afirmando que a canção "explora a luta" entre amor e ódio em um comunicado à imprensa. Foi escrita por Max, Madison Love, James Lavigne, Thomas Eriksen, Sam Martin e o produtor Cirkut.

## Desempenho nas tabelas musicais

### Posições
| Tabela musical (2019–2020)           | Melhor posição |
| ------------------------------------ | -------------- |
| Alemanha (GfK Entertainment Charts)  | 59             |
| Austrália (ARIA Digital Track Chart) | 34             |
| Áustria (Ö3 Austria)                 | 60             |
| Bélgica (Ultratop 40 da Valônia)     | 23             |
| Chéquia (Rádio Top 100)              | 26             |
| Croácia (HRT)                        | 28             |
| Escócia (Official Charts Company)    | 18             |
| Eslováquia (IFPI)                    | 4              |
| Eslovênia (SloTop50)                 | 9              |
| França (SNEP)                        | 106            |
| Hungria (Rádiós Top 40)              | 34             |
| Hungria (Single Top 40)              | 14             |
| Itália (FIMI)                        | 82             |
| Letônia (Latvijas Top 40)            | 2              |
| México (Mexico Ingles Airplay)       | 4              |
| Nova Zelândia (RMNZ)                 | 27             |
| Países Baixos (Dutch Top 40)         | 3              |
| Polónia (Polish Airplay Top 5)       | 3              |
| Reino Unido (UK Singles Chart)       | 87             |
| Suíça (Schweizer Hitparade)          | 28             |
| União Europeia (Euro Digital Songs)  | 20             |

## Certificações
| Região | Certificação | Vendas   |
| --- | ------------ | -------- |
| Áustria (IFPI Austria) | Ouro         | 15.000*  |
| Brasil (Pro-Música Brasil) | Ouro         | 20.000‡  |
| França (SNEP) | Ouro         | 100.000‡ |
| Itália (FIMI) | Ouro         | 35.000‡  |
| Polónia (ZPAV) | Platina      | 20.000*  |
| Suécia (GLF) | Ouro         | 10,000^  |
| *vendas baseadas apenas na certificação ^distribuições baseadas apenas na certificação ‡vendas+valores de streaming baseados apenas na certificação |              |          |